# Mount Petrides
Mount Petrides är ett berg i Antarktis. Det ligger i Västantarktis. Inget land gör anspråk på området. Toppen på Mount Petrides är 627 meter över havet.
Terrängen runt Mount Petrides är kuperad norrut, men söderut är den platt. Trakten är obefolkad. Det finns inga samhällen i närheten.